# Denny Landzaat
Denny Landzaat (Amszterdam, 1976. május 6.) holland válogatott labdarúgó, középpályás.